# 约瑟夫·德·维莱勒
维莱勒伯爵让-巴蒂斯特·纪尧姆·约瑟夫·马里·安纳·塞拉芬（法語：Jean-Baptiste Guillaume Joseph Marie Anne Séraphin, comte de Villèle，1773年4月14日—1854年3月13日），简称约瑟夫·德·维莱勒（法語：Joseph de Villèle），法国保守政治家，法王查理十世的总理。

## 生平
维莱勒伯爵生于图卢兹，成年后进入海军受训，在东、西印度服役。1788年7月在布雷斯特加入了“Bayonnaise”。恐怖时期在波旁岛（现在的留尼汪岛）被逮捕，热月政变（1794年7月）时被释放。1799年他与里什蒙（M. Desbassyns de Richemont）之女结婚，继承了他在波旁岛的地产。拿破仑时期回到自己家乡镇上任镇长，后任帝国上加龙省委员会成员。
1813年起参加秘密的保王党团体信仰骑士团，与极端保王分子坐在极右侧。1814年波旁王朝复辟，1814年－1815年当选为图卢兹市长，1815年－1816年在保王党议会中任议员。1820年任无任所大臣，1821年7月辞职。12月黎塞留公爵的内阁垮台后，维莱勒出任财政大臣，不久就成为内阁的真正首脑。他在宫廷中得到国王路易十八近臣的支持，1822年国王封他为伯爵，并任命为首相。他对报刊新闻实行严格检查，以此限制反对派。
1824年路易十八近之弟查理十世即位，维莱勒政府降低政府公债利率，筹款补偿在大革命中失去领地的流亡贵族。此举虽对公债持有者不公平，但其优点在于结束了因大革命时期没收领地的法定所有权而造成的不稳定局面。在他任职期间，更保守的天主教人士影响很大，尤其对大学，凡有自由见解的教授多被清除。这些政策引起极大争议和分歧，但对维莱勒最为有害的事，他忽视赞成立宪的广泛情绪。1827年选举中未能组成右翼多数派，次年1月辞职，此后未再过问政治。

## 著作
- 回忆录——《Mémoires et correspondance du comte de Villèle》 (Paris，5 vols， 1887–90).